# Susanne Reindl-Krauskopf
Susanne Reindl-Krauskopf (* 1971 in Linz) ist eine österreichische Rechtswissenschaftlerin.

## Leben
Susanne Reindl-Krauskopf wurde im Jahre 1971 in Linz geboren und promovierte im Jahre 1996 zum Doktor der Rechte. Von 1999 bis 2000 war sie Rechtsreferentin am Europäischen Gerichtshof für Menschenrechte in Straßburg.
Im Jahre 2003 erfolgte ihre Habilitation für Straf- und Strafprozessrecht an der Universität Wien, wo sie bis 2010 als ao. Universitätsprofessorin tätig war.
Seit 2006 ist sie Mitglied des Beirates der Fachgruppe Grundrechte und interdisziplinärer Austausch der Österreichischen Richtervereinigung und seit 2007 Mitglied als ständiger Gast in der Arbeitsgruppe Strafrecht-Strafrechtskommission des Österreichischen Rechtsanwaltskammertages.
Von 2008 bis 2010 war sie stellvertretende Vorsitzende der Evaluierungskommission des Bundesministeriums für Inneres (BMI) für den Fall Natascha Kampusch.
Im Jahre 2009 war sie als Gutachterin der Abteilung Strafrecht beim 17. Österreichischen Juristentag tätig.
Seit Mai 2010 ist Susanne Reindl-Krauskopf Professorin für Strafrecht, Strafprozessrecht und Kriminologie und seit Oktober 2010 Vizedekanin der Rechtswissenschaftlichen Fakultät der Universität Wien.
Seit März 2011 leitet sie ALES (Austrian Center for Law Enforcement Sciences), das sich mit der Evaluierung und Erforschung polizeilicher, kriminologischer und strafrechtlicher Sachverhalte beschäftigt und zudem der besseren Vernetzung von Polizei- und Justizarbeit in Österreich dienen soll.
Seit März 2011 ist sie Mitglied des Sicherheitsakademikerbeirates des BMI und seit 2012 Mitglied im Vorstand der Österreichischen Gesellschaft für Strafrecht und Kriminologie.
2014 wurde sie zum korrespondierenden Mitglied im Inland der philosophisch-historischen Klasse der Österreichischen Akademie der Wissenschaften (ÖAW) gewählt, 2017 zum wirklichen Mitglied.
Im Juni 2019 wurde sie als Nachfolgerin von Brigitte Bierlein zur Leiterin der Sonderkommission zur Klärung der Vorwürfe gegen die Ballettschule Wiener Staatsoper berufen.
Susanne Reindl-Krauskopf absolviert umfangreiche Vortragstätigkeit unter anderem für die Universität Wien, die Fachhochschule Wiener Neustadt und die Donau-Universität Krems. Umfassende Publikationstätigkeit zu ihren Forschungsschwerpunkten sowie Redaktionstätigkeit im Bereich Kriminalwissenschaften in Theorie und Praxis für den Verlag für Polizeiwissenschaften und JBI runden ihr fachliches Engagement ab.

## Forschungsschwerpunkte
- Strafverfolgung und Grundrechtsschutz (insbesondere geheime Überwachung und Datensammlung im Allgemeinen)
- Aufgaben und Verantwortungsbereiche von Polizei und Justiz in der Strafverfolgung
- Computer- und Internetstrafrecht
- Ausgewählte Bereiche des Wirtschaftsstrafrechts (zum Beispiel Korruptionsstrafrecht, Sozialbetrug, kriminelle Organisation)

## Publikationen
- Computerstrafrecht im Überblick von Susanne Reindl-Krauskopf, Verlag facultas.wuv, Wien 2009, ISBN 978-3-7089-0523-5
- Strafrecht, Besonderer Teil I (f. Österreich) von Helmut Fuchs und Susanne Reindl-Krauskopf, Verlag Österreich, ISBN 978-3-211-99257-9
- Strafrecht. Besonderer Teil II (f. Österreich) von Helmut Fuchs und Susanne Reindl-Krauskopf, Verlag Österreich, ISBN 978-3-7046-6339-9
- Fallbuch Strafrecht (f. Österreich) von Helmut Fuchs und Susanne Reindl-Krauskopf, Verlag Österreich, ISBN 978-3-7091-0056-1
- PStSG Polizeiliches Staatsschutzgesetz: Textausgabe mit Anmerkungen von Susanne Reindl-Krauskopf, Verlag Österreich, Wien 2016, ISBN 978-3-7046-7570-5